# Crépin de Brichanteau
Crépin ou Crespin de Brichanteau (né le 5 août 1514, mort à Senlis le 13 juin 1560) est un ecclésiastique qui fut évêque de Senlis en 1560.

## Biographie
Né le 5 août 1514, Crépin de Brichanteau est le fils de Louis de Brichanteau, seigneur de Nangis, marié à Marie de Vères, dame de Tancarville. 
Il était sous-prieur de l'abbaye de Saint-Denis en 1544, lorsqu'il fut choisi, avec trois autres religieux de ce monastère, pour garder le trésor de l'abbaye, qui avait été transporté dans le collège de Saint-Denis à Paris pendant la guerre.   
il est docteur en théologie de l'université de Paris en 1553 et est qualifié de « Prédicateur et confesseur de Monsieur le Dauphin » dans des lettres du roi de France Henri II du 22 janvier 1556 qui l'exemptèrent de payer sa part du don gratuit du clergé du diocèse de Paris, pour l'office claustral de la prévôté de la Garenne-lès-Saint-Denis, dont il était alors pourvu.   
Il fut abbé Abbé commendataire de Saint-Vincent de Laon et pourvu de l'état de conseiller confesseur ordinaire du roi François II le 15 juillet 1559 dont il prêta serment le 4 août suivant entre les mains de l'évêque de Bayeux, Charles d'Humières, grand aumônier de France.
Le 17 septembre 1559 il est nommé évêque de Senlis et il meurt dès 13 juin 1560 avant de prendre possession de son évêché.
Il fut enterré dans la chapelle seigneuriale de l'église Saint-Martin-et-Saint-Magne de Nangis,.

## Généalogie
Il est l'oncle de Geoffroy de Billy et le grand-oncle de Benjamin de Brichanteau et de Philibert de Brichanteau qui furent successivement évêque-comte de Laon.

## Armoiries
Les armoiries de la famille de Brichanteau sont : d'azur, à six besants d'argent placés 3, 2 et 1.  